# Einspruchsfrist
Die Einspruchsfrist ist der Zeitraum, innerhalb dessen ein statthafter Einspruch als Rechtsbehelf gegen behördliche Entscheidungen eingelegt werden kann.
Einspruchsfristen sind immer ausdrücklich gesetzlich geregelt und sind sogenannte Ausschlussfristen. Dabei kann die Fristsetzung durch eine direkte Zeitbestimmung erfolgen, wie beispielsweise im Steuerrecht, wo innerhalb eines Monats gemäß § 355 Abs. 1 AO oder in Patentangelegenheiten nach § 59 Abs. 1 PatG innerhalb von 9 Monaten der Einspruch einzulegen ist. Alternativ kann die Fristsetzung durch indirekte Zeitbestimmung erfolgen, indem ein Bezug auf andere laufende Fristen erfolgt, wie zum Beispiel im Wahlrecht, wo die Einspruchsfrist auf die Einsichtsfrist gemäß § 22 BWahlO bezogen wird.
Grundsätzlich führt der nicht rechtzeitig eingelegte Einspruch zum Ausschluss des Rechtsmittels, in bestimmten Fällen kann jedoch Wiedereinsetzung in den vorherigen Stand beantragt werden.
Eine Rechtsbehelfsbelehrung hat immer die genaue Einspruchsfrist zu benennen.